# Сретенский собор (Херсон)
Кафедральный собор Сретения Господня — храм Православной церкви Украины в городе Херсон в районе Сухарка.

## История

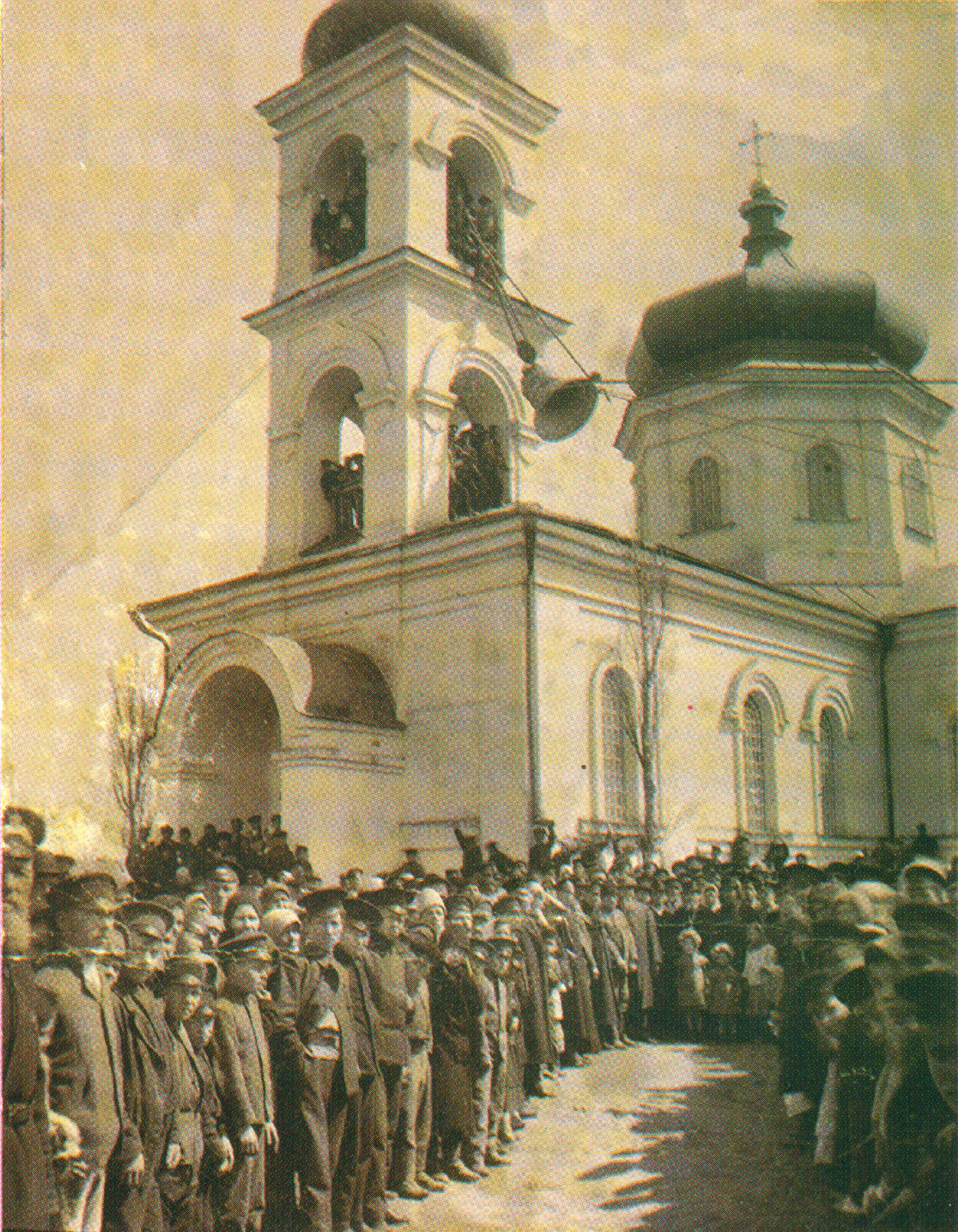
В начале XX века

Проект храма составил губернский архитектор К. И. Квинто. 2 февраля 1889 года состоялось торжественное освящение храма. В 1893 году при храме основана церковно-приходская школа, где обучали базовым знаниям детей из малообеспеченных семей. После Октябрьского переворота, во время первой оккупации Херсона большевиками, приходскую школу закрыли. В 1922 году храм был разграблен большевиками. В 1930 году храм был закрыт советской властью «по просьбе рабочих». В 1938 году разрушили верхнюю часть храма — купол и колокольню. Богослужебную литературу и иконы сожгли на костре, который разожгли у входа в храм. Нижнюю часть храма большевики оборудовали под склад. В 1941 году, в период немецкой оккупации Херсона, когда в городской администрации Херсона работали члены ОУН (б), храм был вновь открыт. Состоялось повторное освящение культового сооружения. После вытеснения немецких оккупантов подразделениями РККА храм продолжал свою работу. Однако уже в 1962 году было решено вновь закрыть храм. Лишь благодаря нежеланию жителей и по настоянию прихожан, а также личной борьбе протоиерея Алексея Алексеенко и приходского старосты Алексея Филипповича Замараева, храм остался нетронутым.
В 1988 году начат вечерний цикл библейских разговоров. В 1989 года открыта духовная школа для взрослых, в 1992 — Воскресная школа для детей.
В 1997 году вокруг храма разгорелся скандал, причиной которого послужило использование современных методов в богослужебной практике: перевод литургических текстов на современный русский язык, использование музыкальных звукозаписей и т. п.. Община была объявлена вне лона УПЦ МП. 10 сентября 1997 проходит визит духовенства храма к Патриарху Киевскому и всея Руси-Украины, Филарету, в Киев. 19 октября 1997 храм становится кафедральным собором Херсонской епархии УПЦ КП.